# Georgy Beriev
Georgy Mikhailovich Beriev (Beriashvili) (em russo:  Георгий Михайлович Бериев Georgij Michajlovič Beriev; em georgiano:  გიორგი მიხეილის ძე ბერიაშვილი Giorgi Mikheilis Dze Beriashvili; 13 de fevereiro de 1903 – 12 de julho de 1979), foi um major-general soviético e georgiano, fundador e projetista da Beriev em Taganrog, que concentrava-se em aeronaves anfíbias.

## Biografia

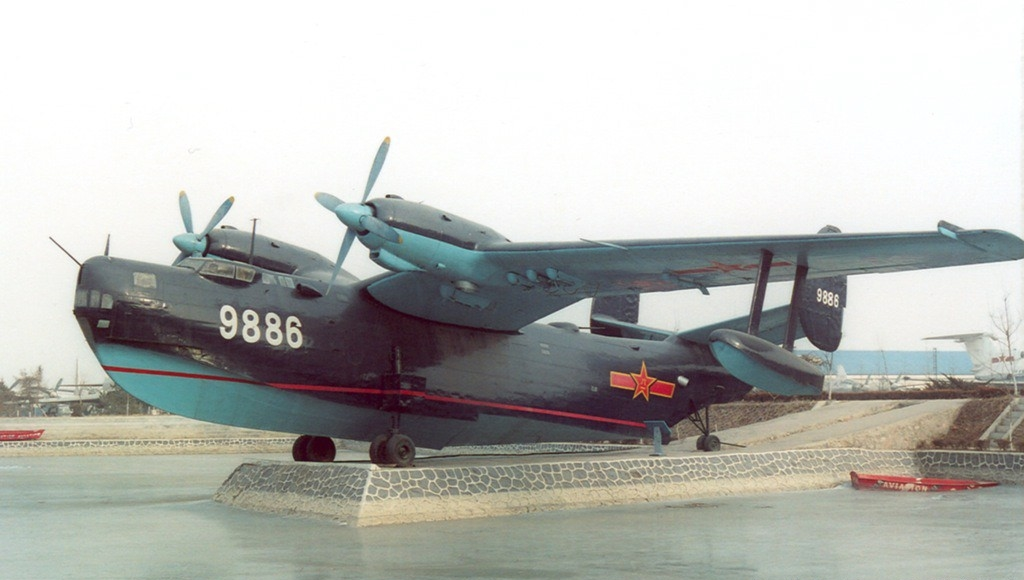
Be-6 Soviético

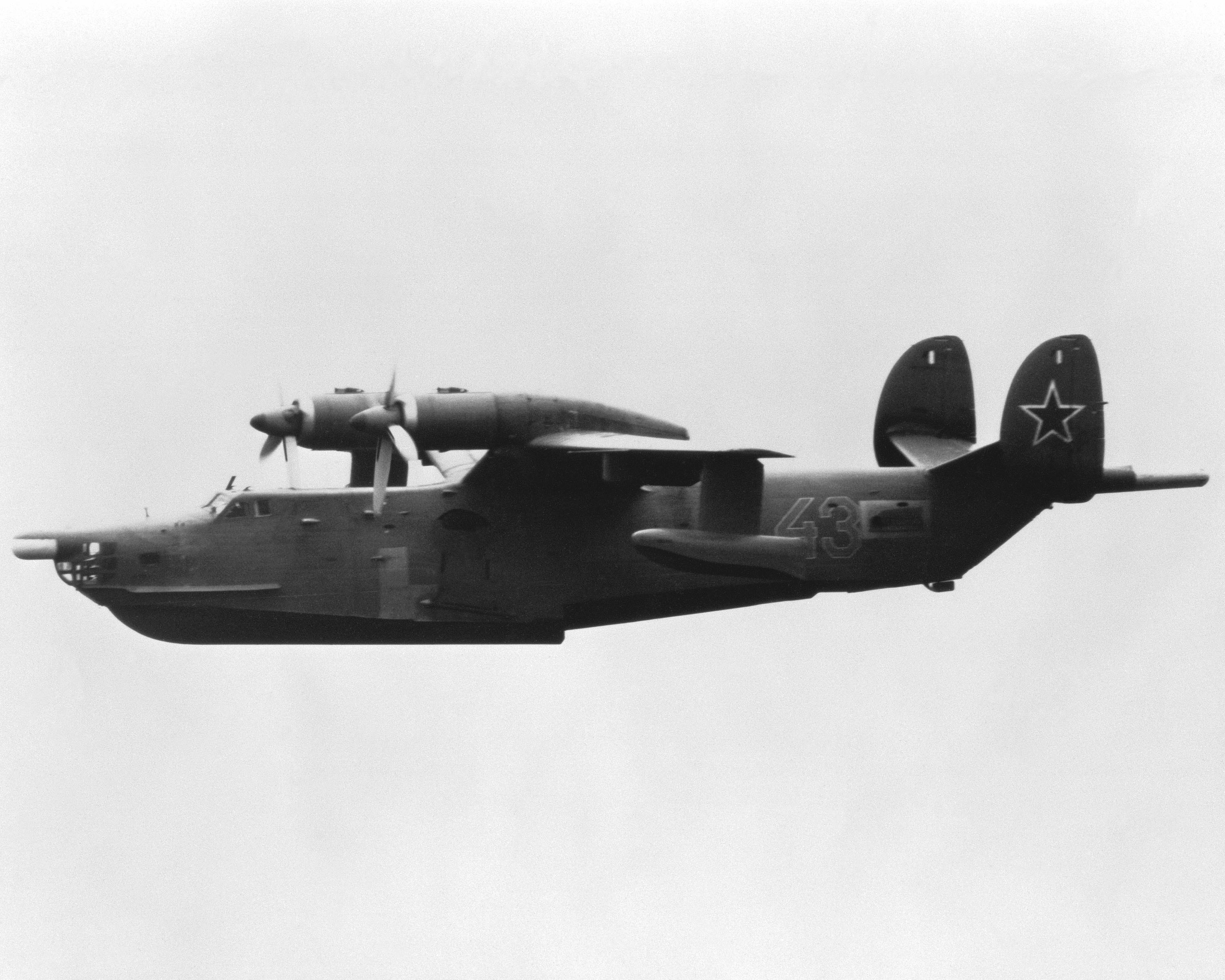
Be-12 Soviético

Beriev nasceu em Tbilisi na Província de Tíflis (atualmente Tbilisi, Geórgia) do Império russo. De etnia georgiana, seus antecedentes são incertos e não se sabe quando seu nome de família foi russificado de Beriashvili para Beriev.
Após graduar da escola de estudos ferroviários em Tbilisi em 1923, participou da escola de arquitetura naval no Instituto Politécnico de Leningrado (atualmente Universidade Politécnica Estadual de São Petesburgo), e graduou como engenheiro em 1930. Trabalhou como projetista de aeronaves no Escritório de Projetos Central "WR Menzhinsky", onde desenvolveu o hidroavião Beriev MBR-2. 
De outubro de 1934 a 1968, liderou o Escritório de Projetos Central de aeronaves marítimas em Taganrog, onde desenvolveu inúmeros projetos bem-sucedidos e normalmente ímpares.
Em 1947 recebeu o Prêmio de Lenin pelo seu trabalho no Be-6. Foi também duas vezes reconhecido com a Ordem de Lenin e outras duas com a Ordem da Bandeira Vermelha do Trabalho. Em 1968, pelo projeto do Be-12, recebeu o Prêmio Estatal da URSS.
Após aposentar, mudou-se para Moscou e faleceu em 1979.

## Prêmios
- Prêmio de Lenin (1947)
- Prêmio Estatal da URSS (1968)
- Ordem de Lenin (1945, 1953)
- Ordem da Bandeira Vermelha do Trabalho (duas vezes)